# Chili aux Jeux olympiques de 1896
Bien qu'aucune source ne permette de connaître ses performances, le comité olympique chilien affirme que l'athlète Luis Subercaseaux a participé aux compétitions et représenté le Chili à Athènes. D'après le comité chilien, Subercaseaux a participé aux épreuves du 100 m, du 400 m et du 800 m en athlétisme.
La délégation chilienne ne remporte donc aucune médaille lors de ces premiers Jeux olympiques d'été de 1896 à Athènes, se situant à la douzième et dernière place des nations au tableau des médailles.

## Épreuves

### Athlétisme
| Épreuves   | Place | Athlète           | Série     | Finale |
|            |       |                   |           |        |
| 100 mètres | –     | Luis Subercaseaux | non connu | -      |
|            |       |                   |           |        |
| 400 mètres | –     | Luis Subercaseaux | n.c.      | -      |
|            |       |                   |           |        |
| 800 mètres | –     | Luis Subercaseaux | n.c.      | -      |
|            |       |                   |           |        |